# Valdehúncar
Valdehúncar – gmina w Hiszpanii, w prowincji Cáceres, w Estramadurze, o powierzchni 25,6 km². W 2011 roku gmina liczyła 200 mieszkańców.